# Nikkie de Jager
Nikkie de Jager (née le 2 mars 1994 à Wageningue aux Pays-Bas) est une youtubeuse beauté néerlandaise. En mai 2021, sa chaîne NikkieTutorials compte 13,8 millions d'abonnés. En 2021, elle présente le Concours Eurovision de la chanson à Rotterdam.

## Carrière

### YouTube
Nikkie de Jager a commencé à faire des vidéos sur YouTube en 2008 alors âgée de 14 ans. Deux ans plus tard, elle a commencé à suivre des cours de maquillage à la B Academy à Amsterdam. Elle a par la suite intégré l'agence Colourfool Agency en 2011, et a commencé à travailler en tant que maquilleuse professionnelle.
En 2013, Nikkie de Jager devient la maquilleuse phare de l'émission I Can Make You a Supermodel avec Paul Fisher, diffusée sur RTL 5. De Jager quitte Colourfool Agency en 2014 pour se lancer dans le maquillage et la coiffure freelance.
En 2015, sa vidéo The Power of Makeup où elle ne maquille qu'un côté de son visage devient virale et cumule plus de 40 millions de vues,,.
Nikkie de Jager apparaît dans le top 10 des influenceurs et influenceuses beauté de Forbes magazine en 2017. La même année, elle remporte le prix « Youtube Guru » aux Shorty Awards et le prix « Choice Fashion/Beauty Web Star » au Teen Choice Awards,.
En janvier 2019, elle devient officiellement Conseillère beauté globale pour Marc Jacobs Beauté.

### Collaborations
De Jager a notamment collaboré avec les marques de cosmétique Ofra, Too Faced et Maybelline,. En 2019, elle a travaillé avec Lady Gaga à la promotion et la distribution de produits de la marque Haus Laboratory.
En septembre 2020, Nikkie collabore avec la marque BeautyBay pour la sortie d’une palette de maquillage.

### Télévision
En 2019, elle participe à Wie is de Mol?, version néerlandaise du programme télévisé De Mol, dont le tournage a lieu en Colombie. Elle est éliminée à l'issue du troisième épisode. Elle participe ensuite à la saison anniversaire du programme, tournée en Toscane et diffusée pendant l'automne 2020, qu'elle remporte face à l'acteur Tygo Gernandt en démasquant la Taupe, l'animateur de télévision et de radio Jeroen Kijk in de Vegte (en). Elle remporte à cette occasion la somme de 12 580 €, qu'elle décide de reverser intégralement à une fondation de recherche sur le cancer,.
Elle est également jurée invitée dans Glow Up sur BBC Three au Royaume-Uni.
Elle est invitée à l'émission The Ellen DeGeneres Show aux États-Unis pour parler de son coming out et de sa transidentité.
Elle devait être la commentatrice web du Concours Eurovision de la chanson 2020. Le diffuseur AVROTROS la reconduit pour l'édition 2021 du concours, mais en tant que présentatrice sur scène, aux côtés de Chantal Janzen, Jan Smit et Edsilia Rombley. Elle propose tout de même, en plus de son rôle de présentation, une série d'interview "LookLab" avec la participation des candidats du concours de cette année.

## Vie privée
Le 13 janvier 2020, elle fait son coming out transgenre dans une vidéo intitulée I'm Coming Out dans laquelle elle révèle avoir subi du chantage la menaçant de révéler sa transidentité. 
Nikkie est fiancée; son partenaire, Dylan, l'a demandée en mariage lors de leur séjour en Italie, en août 2019. Ils se sont mariés le 6 septembre 2022.